# Lacey Hearn
Pour les articles homonymes, voir Hearn.
Lacey Earnest Hearn (né le 23 mars 1881 à Portland et décédé le 19 octobre 1969 à Fort Wayne) est un athlète américain spécialiste du demi-fond. Son club était la Chicago Athletic Association

## Biographie

### Palmarès
| Date | Compétition           | Lieu        | Résultat | Épreuve           | Performance  |
| ---- | --------------------- | ----------- | -------- | ----------------- | ------------ |
| 1904 | Jeux olympiques d'été | Saint-Louis | 3e       | 1 500 mètres      | 4 min 07 s 4 |
| 1904 | Jeux olympiques d'été | Saint-Louis | 2e       | Cross par équipes | 28 pts       |

### Records
| Épreuve      | Performance  | Lieu        | Date |
| ------------ | ------------ | ----------- | ---- |
| 1 500 mètres | 4 min 07 s 4 | Saint-Louis | 1904 |
| Mile         | 4 min 32 s 6 |             | 1903 |